# Pasecznik ciemny
Pasecznik ciemny (Funambulus sublineatus) – gatunek gryzonia z podrodziny wiewiórczaków (Callosciurinae) w rodzinie wiewiórkowatych (Sciuridae). Po raz pierwszy naukowo został opisany w 1838 przez brytyjskiego przyrodnika George'a Roberta Waterhouse'a na łamach „Proceedings of the Zoological Society of London”, który nadał mu nazwę naukową Sciurus sublineatus. Do rodzaju Funambulus gatunek włączyli: brytyjski zoolog Oldfield Thomas i indyjski teriolog Robert C. Wroughton w 1915. Pasecznik ciemny występuje w południowej części Indii i na Sri Lance – na wysokości do ok. 200–1200 m n.p.m., z wyłączeniem centralnych nizin. Zwierzęta zasiedlają warstwę zarośli w wilgotnych lasach. Międzynarodowa Unia Ochrony Przyrody (IUCN) wymienia Funambulus sublineatus w Czerwonej księdze gatunków zagrożonych jako gatunek wysokiego ryzyka (VU – vulnerable). F. sublineatus obejmuje dwa podgatunki.

## Systematyka
Po raz pierwszy gatunek naukowo opisał w 1838 brytyjski przyrodnik George Robert Waterhouse na łamach „Proceedings of the Zoological Society of London” nadając nazwę naukową Sciurus sublineatus. Typowa lokalizacja: Madras, Nilgiri Hills, Indie. Do rodzaju Funambulus gatunek włączyli: brytyjski zoolog Oldfield Thomas i indyjski teriolog Robert C. Wroughton w 1915. 
W obrębie gatunku F. sublineatus wyróżniane są dwa podgatunki:
- F. s. sublineatus Waterhouse, 1838 – na południowym zachodzie Indii,
- F. s. obscurus Pelzen & Kohl, 1886 – Sri Lanka.

## Nazewnictwo
W wydanej w 2015 roku przez Muzeum i Instytut Zoologii Polskiej Akademii Nauk publikacji „Polskie nazewnictwo ssaków świata” dla gatunku Funambulus sublineatus zaproponowano nazwę pasecznik ciemny.

## Budowa ciała
Pasecznik ciemny jest najmniejszym gatunkiem wśród przedstawicieli rodzaju Funambulus. Zwierzę ma na grzbiecie trzy pasy, które pokrywa długie brązowe futro. Podgatunek F. s. sublineatus ma wąskie ciemnobrązowe paski (o szerokości 3–5 mm), przedzielone jasnymi paskami (o szerokości 6–8 mm). Natomiast część brzuszna jest matowoszara.
|                         | średni wymiar |
| ----------------------- | ------------- |
| długość tułowia z głową | 110–130 mm    |
| długość ogona           | 94–135 mm     |
| masa ciała              | 44,1 g        |

## Tryb życia
Paseczniki ciemne wiodą dobowy i półnadrzewny tryb życia. Zwierzęta funkcjonują głównie na poziomie zarośli w lesie.

### Rozród
Niewiele wiadomo na temat rozrodu paseczników ciemnych. Naukowcy odnotowali jedynie, że u badanej samicy stwierdzili miot składający się z dwóch młodych.

## Rozmieszczenie geograficzne
Pasecznik ciemny występuje w południowej części Indii i na Sri Lance – na wysokości do ok. 200–1200 m n.p.m. lub do ok. 2100 m n.p.m.

## Siedlisko
Występowanie gatunku jest ograniczone do siedlisk łęgowych (szczególnie terenów porośniętych trzcinami), w tropikalnych wiecznie zielonych, wilgotnych lasach liściastych. W indyjskich Ghatach Zachodnich zwierzęta te zamieszkują wilgotne lasy porośnięte bambusami z rodzaju Ochlandra, a na Sri Lance mokradła oraz dżunglę bambusową.
Czerwona księga gatunków zagrożonych wskazuje, że siedliska tych paseczników są położone na wysokości 200–1200 m n.p.m., natomiast autorzy opisu gatunku w „Handbook of the Mammals of the World” (2016) wzmiankują, że w południowych Indiach, w rejonie gór Palani, siedliska znajdują się na wysokościach ok. 1372–2134 m n.p.m., a więc wyżej niż przedstawicieli siostrzanego taksonu pasecznik palmowy. Na Sri Lance zwierzęta te mają występować na wzgórzach leśnych na wysokości powyżej 610 m n.p.m. Natomiast na południowym zachodzie wyspy występują na terenach niżej położonych – prawie na poziomie morza. 

## Ochrona
Paseczniki ciemne nie są chronione żadnymi przepisami. Liczebność przedstawicieli gatunku stale spada. Do głównych zagrożeń należy utrata i degradacja siedlisk z powodu selektywnego pozyskiwania drewna, pożarów lasów, rabunkowego zbierania trzciny do celów budowlanych i stosowania pestycydów. Międzynarodowa Unia Ochrony Przyrody (IUCN) wymienia Funambulus sublineatus w Czerwonej księdze gatunków zagrożonych jako gatunek wysokiego ryzyka (VU – vulnerable). 